# 横尾川 (南丹市)
横尾川（よこおがわ）は、京都府南丹市園部町の船岡・新堂・千妻・曽我谷を流れる淀川四次支流の準用河川で、陣田川の支流である。

## 地理
横尾川は、園部町船岡横尾を起点に船岡西部地区、新堂、千妻、曽我谷を南に流れ、曽我谷朝倉・縄手で陣田川の左岸に流入する。横尾峠の谷を出てからはコンクリート二面または三面張りの構造となっている。

## 流域の村
南丹市
- 園部町
  - 川辺地域
    - 船岡（西部）

  - 桐ノ庄地域
    - 新堂
    - 千妻
    - 曽我谷

## 主な橋梁
園部町新堂
- 横尾川橋

園部町千妻
- 横尾橋

## 流域にあるため池
園部町船岡
- 横尾池
- 坂本池(池の谷)
- 池ノ上谷池

園部町千妻
- 千妻大池

## 流域にある水道施設
園部町千妻
- 南丹市園部北部地区農業集落排水処理施設（園部北部浄化センター）[3]

## 流域にある主な施設
園部町船岡
- グランドキャニオンオフロードパーク
- JR船岡駅 – 園部町船岡
- 川辺地域活性化センター「おいでーなかわべ」（旧川辺小学校）

園部町曽我谷
- 道の駅京都新光悦村

## 流域にある史跡
園部町船岡
- 藁無城跡
- 高山城跡[4]
- 諏訪山城跡

園部町千妻
- 千妻城跡